# Jakub Bodzanowski
Jakub Bodzanowski herbu Samson (zm. w 1555 roku) – wojski halicki w latach 1535-1553, rotmistrz jazdy obrony potocznej w latach 1538-1555, wójt prywatnego miasta wielkiego hetmana Tarnowskiego, Tarnopola.
Pierwsza wzmianka o nim pochodzi z 1549 roku kiedy to Zygmunt August nadał przywilej założenia przez niego i jego żonę Katarzynę ze Złotnik, na terenie należących do nich wsi Skomorosze nad Seretem, miasta Budzanów. W Budzanowie Bodzanowski postawił pierwszy drewniany zamek.
Poseł na sejm krakowski 1553 roku z ziemi kołomyjsko-śniatyńskiej.

## Literatura
- Kinga Blaschke: Kościół parafialny p.w. Podniesienia Krzyża w Budzanowie. W: Kościoły i klasztory rzymskokatolickie dawnego województwa ruskiego. T. 17. Cz. I. Kraków: Antykwa (drukarnia Skleniarz), 2009, s. 33-35,  806 il., seria: Materiały do dziejów sztuki sakralnej na ziemiach wschodnich dawnej Rzeczypospolitej. ISBN 978-83-89273-71-0.
- Adam Boniecki: Herbarz polski: wiadomości historyczno-genealogiczne o rodach szlacheckich. T. 1. Cz. 1. Warszawa: Warszawskie Towarzystwo Akcyjne Artystyczno-Wydawnicze, 1899, s. 321.